# 洛夫罗·科斯
洛夫罗·科斯（1999年7月23日—），斯洛文尼亚男子跳台滑雪运动员。他曾代表斯洛文尼亚参加2022年冬季奥林匹克运动会跳台滑雪比赛，获得男子团体高台银牌。